# Microdebilissa constans
Microdebilissa constans là một loài bọ cánh cứng trong họ Cerambycidae.